# محاصره گنجه (۱۶۰۶)
محاصره گنجه نبردی میان امپراتوری عثمانی و صفوی بود